# Kordillere
Kordillere, im spanischen Original Cordillera, bezeichnet Gebirgssysteme in verschiedenen Teilen der Erde.

## Wortherkunft
Spanisch cordillera bzw. pluraliter cordilleras steht als Verkleinerungsform zu lateinisch corda „Seil, Strick, Leine, Saite“ (vergl. dt. Kordel), und entspricht dem deutschen bildhaften Ausdruck Bergkette bzw. Kettengebirge. Es ist neben sierra der wichtigste Gebirgsname im Spanischen. 
Der Name ist in jenen Gebieten häufig, in denen die spanische Sprache Amtssprache ist oder war. Einige dieser Bezeichnungen sind eingedeutscht worden, andere nicht. Man spricht von Kordillere (als Sammelbegriff mehrerer Bergketten) oder von Kordilleren als Plurale tantum. 
Wichtigstes Gebirge dieses Namens ist die Gebirgskette, die sich an der Westküste des Amerikanischen Doppelkontinents entlangzieht. Das Wort ist auch im Englischen als cordillera vertreten, weil der Südosten der heutigen USA spanisch kolonisiert wurde, und schon einen europäischen Namen hatte, als die Westerweiterung der Landnahme in Nordamerika die Berge erreichte. Die nördlicheren Rocky Mountains (Teil dieses Gebirgssystems) gehörten nicht mehr zum spanischen Sprachgebiet und erhielten einen englischen Namen.

## „Kordillere“ als Name von Gebirgsformationen

### Europa
- Betische Kordillere, Cordilleras Béticas in Südspanien
- Spanische Zentralkordillere, Cordillera Ibérica, Iberisches Scheidegebirge
- Kantabrische Kordillere, Cordillera Cantabrica in Spanien, siehe Kantabrisches Gebirge
- Katalanisches Küstengebirge, Cordilleras Costero Catalanas: Cordillera Transversal, Cordillera Prelitoral, Cordillera Litoral
- Moldanubische Kordillere, im Devon südlich des Saxothuringischen Beckens gelegener Gebirgszug[1]

### Nord- und Mittelamerika
- Arktische Kordillere, entlang der nordöstlichen Küste Kanadas
- Amerikanische Kordilleren von Nord- bis Südamerika (siehe dort zum Aufbau)

Innerhalb der Amerikanischen Kordilleren werden in Nord- und Mittelamerika folgende Gebirgszüge „Kordilleren“ genannt:
- Pazifische Kordillere, andere Bezeichnung für die Kaskadenkette in Kanada und den Vereinigten Staaten
- Cordillera Volcánica in Mexiko
- Cordillera de Talamanca in Costa Rica

### Karibik
In der Dominikanischen Republik:
- Cordillera Septentrional
- Cordillera Oriental
- Cordillera Central

### Südamerika
- Anden oder Andenkordilleren, der südamerikanische Abschnitt der Amerikanischen Kordilleren

Das Gebirgssystem der Anden reicht von Kolumbien im Norden bis nach Chile und Argentinien im Süden. Die Anden unterteilen sich in verschiedenen geographischen Regionen, die grob den Staatsgebieten der Andenländer entsprechen, in ein bis drei Kordilleren, die jeweils in Nord-Süd-Richtung verlaufen und daher nach ihrer westlichen, mittleren oder östlichen Lage benannt sind: 
- Westliche Kordilleren, Cordillera Occidental
- Zentralkordillere, Cordillera Central
- Östliche Kordilleren, Cordillera Oriental

Für verschiedene Abschnitte der Anden in den einzelnen Gebieten bzw. Ländern (siehe unten) werden daher teilweise dieselben Bezeichnungen verwendet, ohne jedoch zum Beispiel eine durchgängige Ostkordillere von Kolumbien über Ecuador und Peru nach Bolivien zu bezeichnen. Zusätzlich gibt es Bezeichnungen für Unterabschnitte und Verbindungsgebirgszüge zwischen den Kordilleren. Wo die Anden nicht geteilt sind, z. B. in Chile, lautet die Bezeichnung einfach Cordillera de los Andes.
In den einzelnen Ländern sind folgende Gebirgszüge vorhanden:
Venezuela
- Cordillera de Mérida
- Cordillera de la Costa (Venezuela)

Kolumbien
- Cordillera Occidental
- Cordillera Central
- Cordillera Oriental

Ecuador
- Cordillera Costanera,  Küstengebirge in Ecuador, welches nicht zu den Anden gehört
  - Mache-Chindul-Kordillere
  - Chongón-Colonche-Kordillere
- Cordillera Occidental
- Cordillera Real, auch Cordillera Central oder Cordillera Oriental

Peru
- Cordillera Central
  - Cordillera Blanca
  - Cordillera Huayhuash
  - Cordillera Raura
- Cordillera Oriental
  - Cordillera Negra

Bolivien
- Cordillera Occidental
- Cordillera Central
  - Cordillera Apolobamba
  - Cordillera Real
  - Cordillera Muñecas
  - Cordillera Quimsa Cruz
  - Cordillera Azanaques
  - Cordillera de los Frailes
  - Cordillera de Chichas
  - Cordillera de Lípez
- Cordillera Oriental
  - Cordillera de Cochabamba, auch Cordillera de la Herradura

Chile
- Cordillera de los Andes, Anden
- Cordillera de la Costa, Küstengebirge
- Cordillera Darwin, auf Feuerland als südlichster Ausläufer der Kordilleren

### Asien
- Philippinische Kordilleren, Zentralkordillere der Nordinsel Luzón
- Annamitische Kordillere in Vietnam und Laos, auch Truong Son genannt

### Ozeanien
- Australische Kordillere, siehe Great Dividing Range

### Planetologie
- Montes Cordillera auf dem Mond